# Some Cities
Some Cities è il terzo album discografico dei Doves.

## Tracce
1. Some Cities – 3:22
2. Black and White Town – 4:15
3. Almost Forgot Myself – 4:42
4. Snowden – 4:12
5. The Storm – 4:52
6. Walk in Fire – 5:34
7. One of These Days – 4:50
8. Someday Soon – 4:08
9. Shadows of Salford – 2:44
10. Sky Starts Falling – 4:11
11. Ambition – 4:00

## Classifiche
| Anno | Classifica        | Posizione |
| ---- | ----------------- | --------- |
| 2005 | The Billboard 200 | 111       |